# Riedlhof (Eslarn)
Riedlhof ist ein Ortsteil des Marktes Eslarn im oberpfälzischen Landkreis Neustadt an der Waldnaab.

## Geographische Lage
Der Weiler Riedlhof liegt auf einer Anhöhe oberhalb des Loisbaches etwa 5 km nordwestlich von Eslarn. Der Loisbach entsteht aus dem Zusammenfluss von Ödbach und Lohgraben etwa 2 km südlich von Eslarn, fließt durch Eslarn und mündet etwa 8 km nordwestlich von Riedlhof bei der Hechtlmühle in die Pfreimd. Die Nachbarorte von Riedlhof sind im Norden Burkhardsrieth, im Nordosten Pfrentsch, im Südosten Bruckhof und im Südwesten Heumaden.

## Geschichte
Zum Stichtag 23. März 1913 (Osterfest) wurde Riedlhof als Teil der Expositur Burkhardsrieth mit 3 Häusern und 22 Einwohnern aufgeführt. Am 31. Dezember 1990 hatte Riedlhof 11 Einwohner und gehörte zur Expositur Burkhardsrieth.